# Giuseppe Moleti

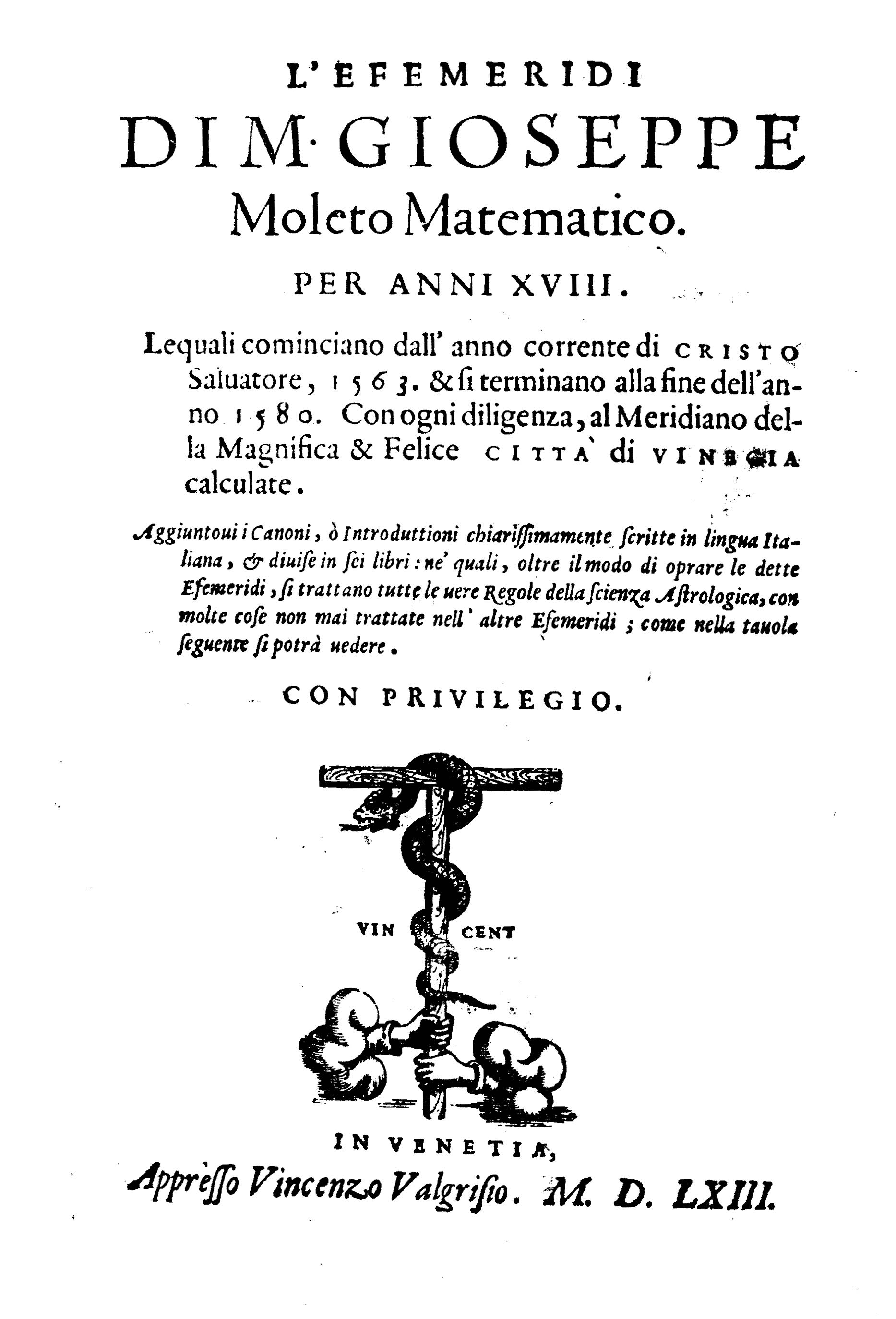
Efemérides de Gioseppe Moleto, matemático, para 18 anos (1563-1580), calculadas pelo meridiano de Veneza, uma espécie de almanaque ou reportório dos tempos italiano.

Giuseppe Moletti (1531-1588) foi um cientista e matemático italiano.

Natural da cidade de Messina, onde nasceu a 1 de maio de 1531, aí estudou como aluno de Francesco Maurolico.
Trabalhou na cidade de Mântua para o Duque Guilherme Gonzaga. As suas actividades atraíram a atenção da República de Veneza que desejavam impulsionar a Universidade de Pádua e o convidaram a ocupar a cátedra de matemática em 1577.
Manteve relações intensas com outros cientistas de outras universidades. Galileo Galilei que aspirava ser professor na mesma universidade apresentou algumas das suas investigações sobre o centro de gravidade a G. Moleti e a outro matemático Guidobaldo Del Monte, que apreciaram muito o seu trabalho, o que pode ter tido influência na decisão de Veneza contratar Galileo para a cadeira de matemática em 26 de setembro de 1592, quando a cátedra já se encontrava vaga.
Por ocasião dos estudos para a reforma do Calendário, em resposta ao pedido do Compendium enviado aos Príncipes e matemáticos cristãos, escreveu um parecer sobre a correcção do Calendário e o cômputo eclesiástico, que acabou por integrar numa obra mais vasta: As Tábuas Gregorianas, publicadas em Veneza em 1580. Esse trabalho foi reconhecido pelo papa Gregório XIII que o convidou para a Comissão para a Reforma do Calendário onde colaborou nos últimos anos de preparação da re forma do Calendário gregoriano.
Escreveu ainda outras obras como Dialogo intorno alla Mecanica e Discorso universale nel quale son racolti et dichiarati tutti i terminiet tutte le regole appartenenti alla geografia (Veneza, 1573). 
Morreu a 25 de março de 1588.